# Masson三色染色法

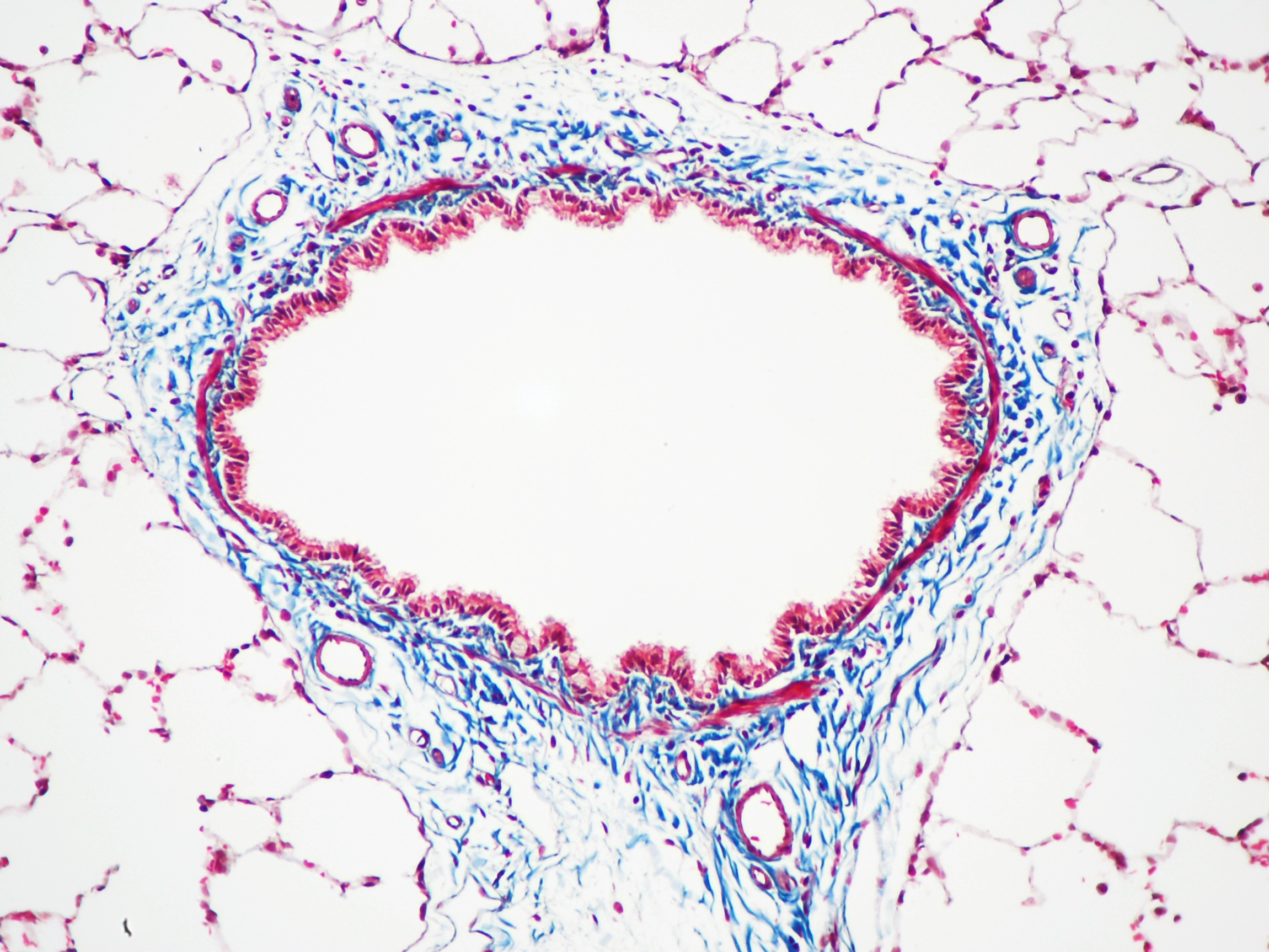
使用 Masson 三色染色法 染色的大鼠气管。结缔组织被染成蓝色，细胞核被染为紫色，而細胞質则被染为粉红色

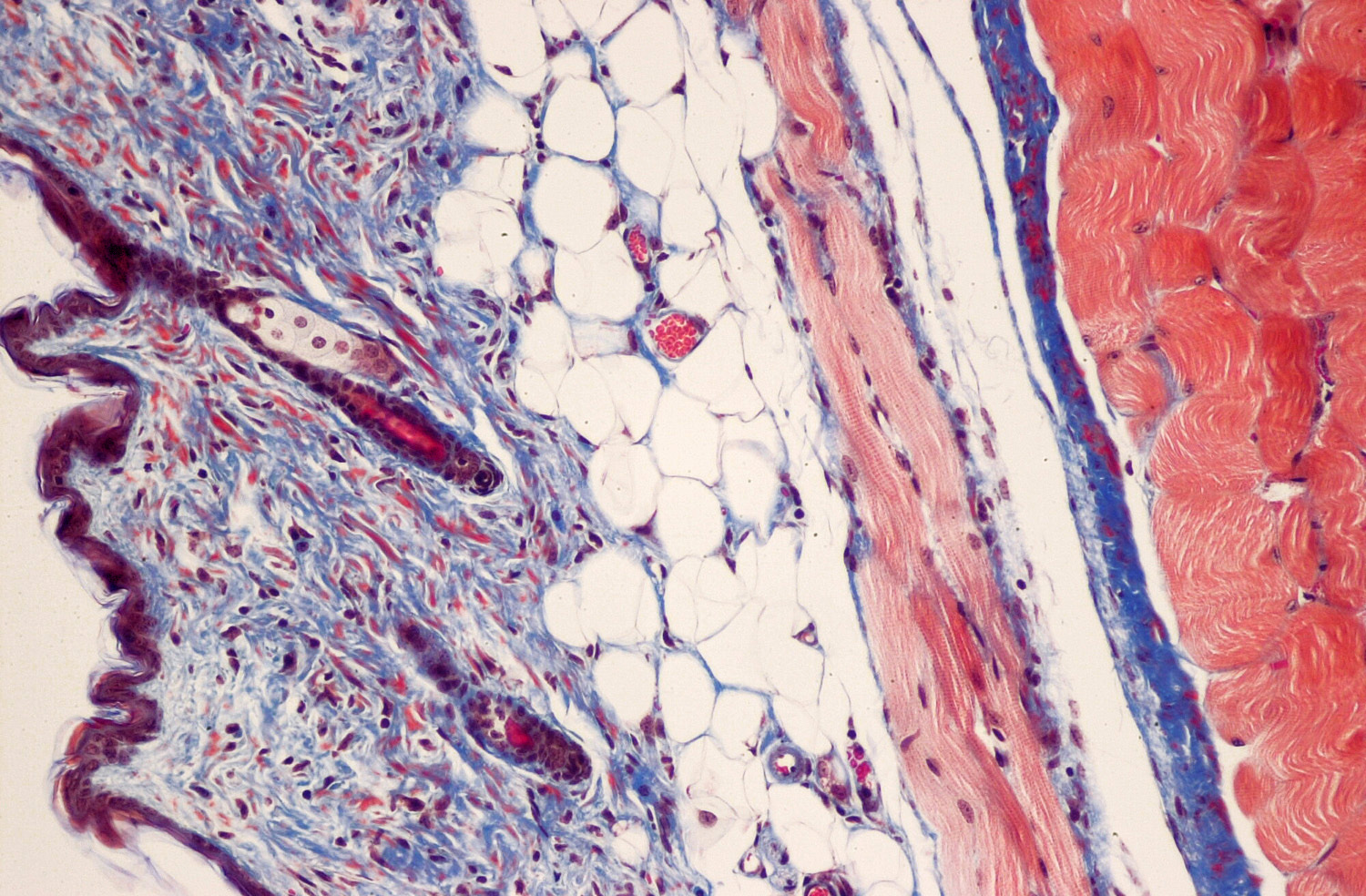
使用 Masson 三色染色法染色的大鼠上皮

马森三色染色法（Masson's trichrome stain），是一种用于组织学的染色方法。从皮埃尔·马森（1880–1959年）的原始配方开发而来的新配方具有不同的特定应用，但都适用于把细胞从周围的结缔组织区分开。
大多数的配方将角蛋白以及肌肉纖維染为红色，将胶原蛋白与骨质染为蓝色或绿色，将胞质染为淡红色或是粉红色，并将细胞核染为深棕色或黑色。

## 典型应用
马森三色染色法广泛用于研究肌肉病理学（肌营养不良症），心脏病理学（心肌梗死），肝脏病理学（肝硬化）或肾脏病理学（肾小球纤维化）。 它还可用于观察检测和分析肝脏和肾脏活组织检查的肿瘤。

## 变种
一种常见的变种是 Lillie 改良染色法，它经常被错误地被认为是马森染色法，不过使用的染料、浓度和浸渍时间都与马森染色法不同。
另外一种常见的变种是将马森三色染料和佛霍夫染料联合使用的马森三色與佛霍夫染色法， 这种组合在检查血管的时候相当有用。佛霍夫染色突出显示弹性蛋白（黑色），可以轻松区分小动脉（通常至少有两层弹性膜）和静脉（只有一个弹性薄层）。